# ثقافة حسونة

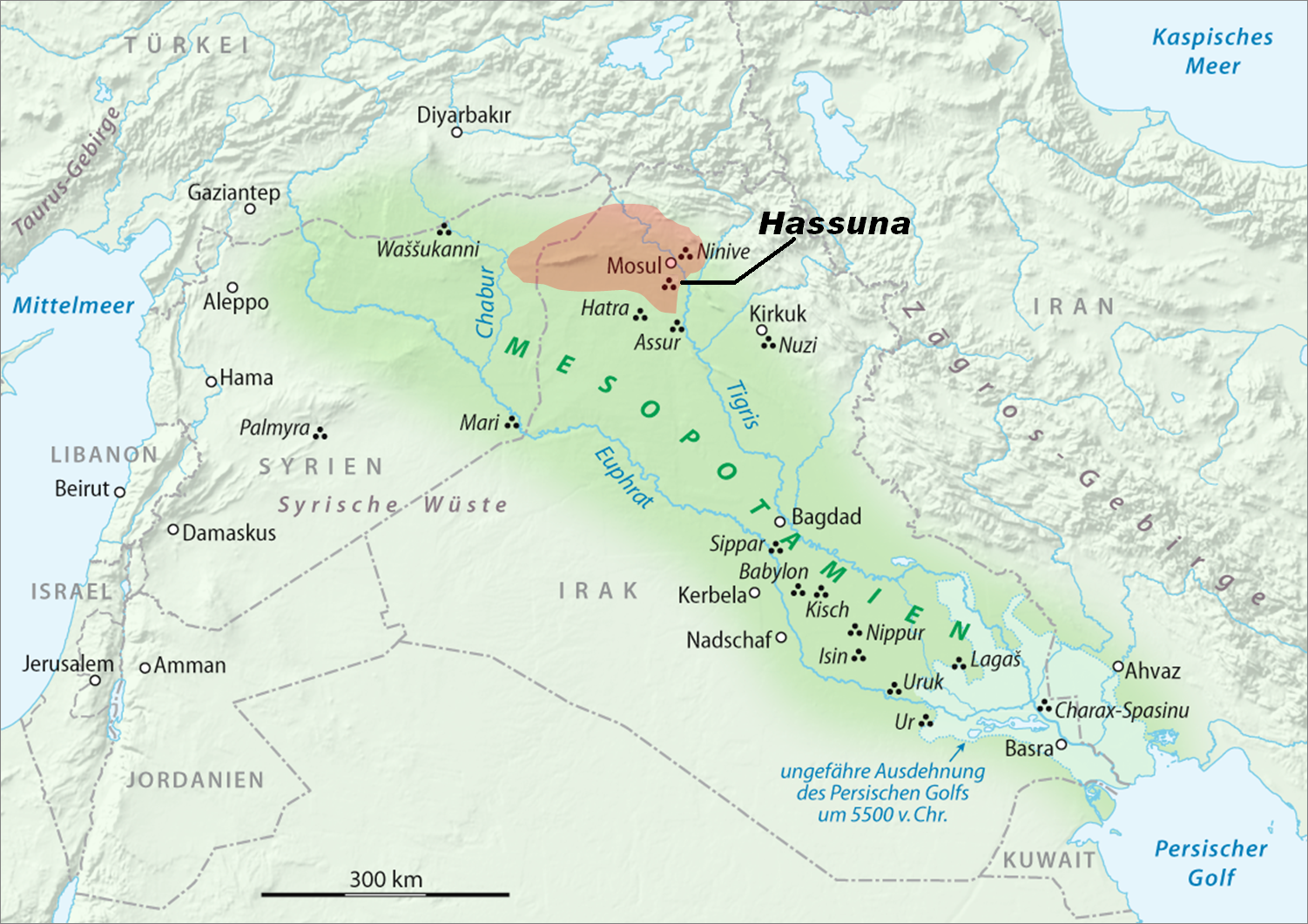
منطقة التوزيع التقريبية

ثقافة حسونة هي ثقافة أثرية من العصر الحجري الحديث في شمال بلاد الرافدين (العراق ، سوريا). تم اكتشاف الفخار المميز لها لأول مرة في سبر عميق في نينوى في الطبقة السفلية، ولكن صار معروفًا فقط كثقافة مستقلة بعد الحفريات التي قام بها المتحف الوطني العراقي في بغداد في تل حسونة الذي صار اسمه علمًا على هذا الثقافة بين عامي 1943 و 1945. إلا أن، علماء الآثار السوفيات هم من اكتسب معظم المعرفة حول ثقافة حسونة عند إجراء أبحاث حول السوية الأولى في موقع يارم تبة في العراق في الستينيات والسبعينيات من القرن العشرين.
بسبب تداخلها الزمني والمكاني مع ثقافة سامراء ، تمت مناقشة ارتباطهما به مرارًا وتكرارًا.

## التموضع الزمني والجغرافي
يعود تاريخ ثقافة حسونة إلى حوالي 6400-5800 قبل الميلاد حسب معلومات أخرى، حوالي 6500-5500 قبل الميلاد وكذلك ذكرت الفترة 6300-5800 قبل الميلاد. لا يوجد حتى الآن سوى تحديد عمر واحد باستخدام طريقة الكربون المشع ، وهي الطبقة الخامسة من موقع حسونة المؤرخة في 5,090 ± 200 قبل الميلاد (غير معايرة).
أدت اكتشافات الفخار إلى أفتراض أن ثقافة حسونة امتدت إلى أجزاء كبيرة من شمال بلاد الرافدين؛ نظرًا لأن معظم هذه الاكتشافات الفخارية لم يتم نشر دراستها، فلا يزال هذا الافتراض غير مؤكد. تقع المنطقة الأساسية لثقافة حسونة على دجلة الأوسط، ويحدها من الجنوب الزاب الكبير ؛ كانت المستوطنات الواقعة خارج هذه الحدود مختلطة مع المخلفات المادية لثقافة سامراء.

## الآثار المادية
تشتهر ثقافة حسونة بشكل خاص بالفخار المميز. بالإضافة إلى ذلك، هناك أيضًا بقايا معمارية ودفن وكذلك لقايا صغيرة. كان عدد سكان المستوطنات عادة يتراوح بين 100 و 200 نسمة.

### الفخار
ينقسم فخار حسونة إلى مجموعتين: مصنوعات حسونة العتيقة التي تتواجد بقوة في تقاليد ثقافة أم دباغية وتشمل الأوعية الخشنة المصنوعة يدويًا والتي كان شيها عند درجة حرارة منخفضة. كذلك من مصنوعاتها التقليدية الفخار رقيق الجدران المصنوع من الطين الأحمر، ذي الأسطح السوداء جزئيًا، والذي تم تزويده بحزوز ثم تلميعه.
مقارنةً بمصنوعات حسونة العتيقة، فإن مصنوعات حسونة القياسية أخف وزناً أو مطلية أو مزودة بتهشير محزز، وهي غير مصقولة عمومًا. الأوعية الكروية ذات رقاب منخفض نموذجية بشكل خاص ومزخرفة في المنطقة العلوية. بنقوش حارشف السمك أو مثلثات، واحيانًا بنقوش هلال ونقط، ومن الخصائص المميزة للمصنوعات العتيق والقياسية على حد السواء الطاسات المسطحة ذات القاعدة المزودة بأخاديد، والتي ربما كانت تستخدم لتقشير البقوليات. لذلك يشار إليها عادة باسماطباق التقشير husking trays. بالتوازي مع مصنوعات حسونة القياسية، غالبًا ما تظهر مصنوعات سامراء في مستوطنات حسونة والعكس صحيح.

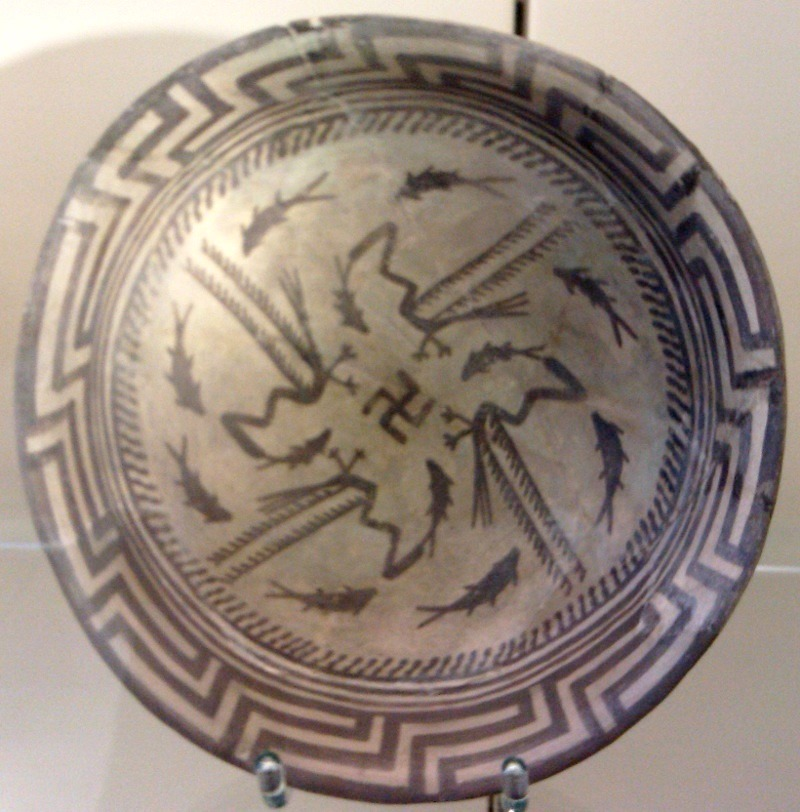
صحن سامراء في متحف بيرغامون، برلين.

### العمارة
في طبقات حسونة المبكرة، كان الافتقار إلى أي عمارة أمرًا لافت للنظر. بدلاً من ذلك، لا يوجد هناك سوى مواقد وتجويفات كبيرة، مملوءة بالأتربة والركام. يُخمن أن هذه الطبقات تعكس المرحلة الأولية لنشاط البناء، والذي استخدمت لاستخراج مواد البناء.
في الطبقات المبكرة، غالبًا ما كانت هناك مبانٍ مستديرة تعد في الواقع نموذجية فيالعصر الحجري الحديث ما قبل الفخاري. في يارم تبة I، يبلغ قطرها من 2.5 إلى 3 أمتار وتحتوي على بقايا من عظام الحيوانات والحُلي وأواني وكذلك الهياكل العظمية البشرية أسفل قيعانها، كما هو شائع في العديد من الأماكن في الشرق الأدنى القديم. وعلى الارجح لا تشكل هذه الأبنية الدائرية مبنى سكني. في حسونة، من ناحية أخرى، كان قطر المباني يصل إلى 5 أمتار وجدرانها الداخلية التي قسمتها إلى عدة غرف. كانت تحتوي على الفخار والمواقد والرماد بالإضافة إلى الأدوات العظمية والحجرية وكذلك النفايات، مما يدل على أن هذه المباني لها وظيفة سكنية.
بالإضافة إلى المباني المستديرة، كانت هناك أيضًا مجمعات بناء مستطيلة تتألف من عدة غرف مربعة تقريبًا بمساحة تصل إلى 4 متر مربع وسمك جدار يصل إلى 35   سم. في حين شكلت حوالي 3-5 من هذه الغرف مجمعًا غير واضح المعالم، وغالبًا ما تكون المواقد من الخارج، تزايد عدد الغرف في طبقات الاستيطان بشكل ثابت. قد تكون صفوف العديد من الجدران المنخفضة المتوازية المكتشفة هي أساس مستودع أو منشأة لتجفيف الحبوب.
مع ظهور مصنوعات حسونة القياسية وسامراء، وصلت الهندسة المعمارية أيضًا إلى مستوى جديد من التطور والتخطيط. كانت البيوت مستطيلة الشكل مصممة بشكل متساوٍ أكثر في الطبقات العليا ومؤلفة من عدة غرف ترتبط بها أحياز (خلايا)، والتي ربما تكون بمثابة غرف تخزين ويمكن الوصول إليها عبر الأسطح. الأخيرة تكونت في معظمها من الطين وحصير القصب وعززت بأعمدة خشبية. لا توجد مؤشرات على الطوابق الأخرى في الأعلى، ولكن ربما استخدامت الأسطح كمكان عمل. كانت الجدران والأرضيات في هذه البيوت مقصورة بالجص؛ وتحت الأرضيات، قد توجد أيضًا هياكل اساسات مصنوعة من الحصى أو حصيرة قصب. زودت الممرات بعتبات من الطين وحجارة لمصدات للأبواب، وكانت هناك أيضًا مقاعد مصنوعة من الطين، وغالبًا ما تكون مصحوبة بأوعية سحج كبيرة. تحتوي جميع المباني تقريبًا على فرن مستدير أو مستطيل، كما ظهرت أفران كبيرة بدرجتين أيضًا في طبقات أعلى.

### الدفن
كشوف الهياكل العظمية الموجودة في مستوطنات حسونة كانت بشكل أساسي للأطفال، الذين كانوا عادةً مدفونين في أوان طينية، ودُفن معظمهم تحت الأرضيات، ولكن أيضًا أسفل جدران وعتبات المنازل. بينما عُثر على بقايا الهياكل العظمية النادرة للبالغين في حالة من الفوضى في أوعية الحبوب أو تحت أرضيات المنازل، وفي حالتين في فجوة في جدران المبنى. ربما دُفن معظم البالغين خارج المستوطنة.
لا يمكن التعرف على توجيه معين للقبور، على النقيض من الحقبات اللاحقة التي كان للتوجيه فيها معنى ثقافي. لم يكن هناك سوى عدد قليل من المرفقات جنائزية. وكانت تتألف من الفخار وعظام الحيوان، وفي إحدى الحالات أيضًا طوق.

### اللقايا الصغيرة
تتوفر الأدوات الحجرية عمومًا بكميات قليلة إلى حد ما، إذ تسيطر الأدوات المصنوعة من الصوان على تلك المصنوعة من حجر السج في الطبقات التي تحتوي على مصنوعات حسونة العتيقة، بينما زادت نسبة أدوات السج بشكل كبير في الطبقات اللاحقة. تتضمن هذه الأدوات بشكل أساسي المكاشط والمثاقب والفؤوس / المعاول وشفرات المناجل، ورؤوس السهام النادرة. كانت هناك أيضًا شفرات، ورؤوس الهروات، وبعض الطاسات، وأحجار طحن، وخرز من مختلف المعادن، بما في ذلك السربنتين، العقيق، الفيروز.
كانت العظام تصنّع أساسا كمخارز، وإبر ومبارد. وفُسرت الحزوز والخدوش الموحودة على لوح كتف ماشية المكتشف في يارم تبة I على أنها عمليات حسابية.
استخدم الطين بصناعة كميات كبيرة من دوارات المغازل ومقذوفات المقاليع، والتي كانت تستخدم على نطاق واسع كأسلحة صيد، علاوة على ذلك اشياء عليها زخرفة زكزاك، والتي يمكن تفسيرها على أنها طلائع الأختام وقِداح صغيرة بنهاية سميكة، يحمن أنها، من بين أشياء أخرى، نوع من قِدْح الشفاه.
في يارم تبة وضع سوار من الرصاص في أسفل غرفة في الطبقة XII. تحتوي الطبقة الخامسة في يارم تبة I أيضًا على عدد من التماثيل الطينية للإناث، والتي ربما كانت تقف منتصبة. تمثل نساء يرتدين غطاء رأس عال مخروطي ومزين بشرائط في المنطقة السفلى. وجاء الفلوت المصنوع من الطين أيضًا من نفس الطبقة. كما عثر على تماثيل أنثوية في حسونة.

## الأساس الاقتصادي
تتكون بقايا الحيوانات من الأنواع المستأنسة مثل الخنزير والبقر والأغنام والماعز جنبا إلى جنب مع الأنواع البرية مثل الغزال، والأخدر، والأرانب والخنازير البرية. حتى لو كان الفحص المكثف للبقايا لا يزال معلقًا، يمكن استنتاج أن تربية الماشية وخاصة الصيد كانا مصدر للحوم. العدد كبير من دوارات المغازل يرجح أيضا إنتاج المنسوجات.
وشملت بقايا النباتات الأنواع المستأنسة مثل الشعير، ولكن أيضا القمح والعدس والبازلاء. من هذا، يمكن الانتهاء إلى أن الزراعة كانت أساس إضافي لإمدادات الغذاء.
عُثر على حجر السج فقط على شكل أدوات ناجزة الصنعة، ولكن ليس على شكل النفايات التي تنشأ خلال إنتاج ادوات من السج. من هذا ومن حقيقة أنه يمكن التعرف على جبل نمرود كمصدر، يمكن الاستنتج أن هذه الادوات تأتي من تجارة بعيدة المدى.

## المواقع
الموقع الأثري مانح الاسم لهذه الثقافة هو حسونة على حافة وادي دجلة، والذي نقب فيه من قبل علماء الآثار سيتون لويد وفؤاد سفر بين عامي 1943 و 1944. يغطي الموقع مساحة 2 هكتار، مع أن المستوطنة الأولى تتمثل بحفر وحفر الطهي (حسونة الأولى) فحسب. ثم تم بناء بيوت مستطيلة بغرفتين أو ثلاث غرف. كانت مواد البناء من الطين، والتي تسمى تربة مدكوكة. كان لهذه البيوت المبكرة حفر تخزين في الأرض. في الطبقات الأخيرة من 2 إلى 6، أصبحت البيوت أكبر وصار بناؤها الآن حول فناء مركزي مفتوح.
بصرف النظر عن حسونة نفسها (حوالي 35   كم جنوب الموصل)، التي أنتجت طبقاتها I-II مصنوعات حسونة العتيقة وطبقات III-V مصنوعات حسونة القياسية، بالإضافة إلى مصنوعات سامراء، ويريم تبه I (حوالي 10كم جنوب شرق تلعفر)، التي تضم تجمعات حسونة الأثرية في الطبقات XII-VIII وزخارف حسونة القياسية إلى جانب مصنوعات سامراء في الطبقات VI-I، هناك عدد من المواقع الأخرى لمصنوعات حسونة. كما سبق ذكره، ويشمل ذلك تل قوينجق (نينوى). أثناء السبر عميق اكتشفت مصنوعات حسونة العتيقة في الطبقتين I-IIa و مصنوعات حسونة القياسية في الطبقتين IIb و IIc، قبل ظهور فخار حلف في الطبقة الثالثة. في تل الخان، حوالي 40   كم من شمال شرق حسونة، على الخازر، عثر على مصنوعات حسونة العتيقة، ولكن لا وجود مصنوعات حسونة القياسية ولا مصنوعات سامراء.
لم يتم العثور على مستوطنات ثقافة حسونة في منطقة سد الموصل إلا في أبو ظهير والخرابة شطاني. ومع ذلك، تم تحديد ما مجموعه 39 مستوطنة في الجزيرة، مع اكتشاف بئر فيها زخارف حسونة المتأخرة في خربة جرسور. في شمال شرق سوريا، كانت تل ليلان هي الوحيدة التي كانت مأهولة بثقافة حسونة.
لكن حتى الآن، لم تكن سوى حفنة من مستوطنات حسونة موضوع أعمال حفر واسعة النطاق.

## الأدبيات
- روجر ماثيوز : عصر ما قبل التاريخ في بلاد الرافدين. 50000 - 4500 قبل الميلاد. Brepols، Turnhout 2000، ISBN 2-503-50729-8 .
- جيمس ميلارت : العصر الحجري الحديث في الشرق الأدنى. Thames & Hudson، London 1975، ISBN 0-500-79003-5 .

## الحواشي
1. ↑  الاستعمال: to kill. مذكور في: شمال.
2. ↑  vgl. James Mellaart: The Neolithic of the Near East. Thames & Hudson, London 1975, ISBN 0-500-79003-5, S. 149.
3. ↑  William H. Stiebing Jr., Susan N. Helft: Ancient Near Eastern History and Culture. 3. Auflage. Routledge, 2017.
4. ↑  Trevor Bryce, Jessie Birkett-Rees: Atlas of the Ancient Near East. From Prehistoric Times to the Roman Imperial Period. Routledge, 2016, S. 34.
5. ↑  Mario Liverani: The Ancient Near East. History, Society and Economy. Übersetzung von Soraia Tabatabai, Routledge, 2014, S. 48 (ital., Laterza, Bari 2011).
6. ↑  vgl. Roger Matthews: The early prehistory of Mesopotamia. 50,000 - 4,500 BC. Brepols, Turnhout 2000, ISBN 2-503-50729-8, S. 66.
7. ↑  Vgl. Roger Matthews: The early prehistory of Mesopotamia. 50,000 - 4,500 BC. Brepols, Turnhout 2000, ISBN 2-503-50729-8, S. 63.
8. ↑  vgl. Roger Matthews: The early prehistory of Mesopotamia. 50,000 - 4,500 BC. Brepols, Turnhout 2000, ISBN 2-503-50729-8.
9. ↑  vgl. Roger Matthews: The early prehistory of Mesopotamia. 50,000 - 4,500 BC. Brepols, Turnhout 2000, ISBN 2-503-50729-8, S. 66.
10. ↑  vgl. James Mellaart: The Neolithic of the Near East. Thames & Hudson, London 1975, ISBN 0-500-79003-5, S. 147 und Roger Matthews: The early prehistory of Mesopotamia. 50,000 - 4,500 BC. Brepols, Turnhout 2000, ISBN 2-503-50729-8, S. 69
11. ↑  Seton Lloyd, Fuad Safar: Tell Hassuna, in: Journal of Near East Studies 4 (1945) 255–289.